# Franz Zeder

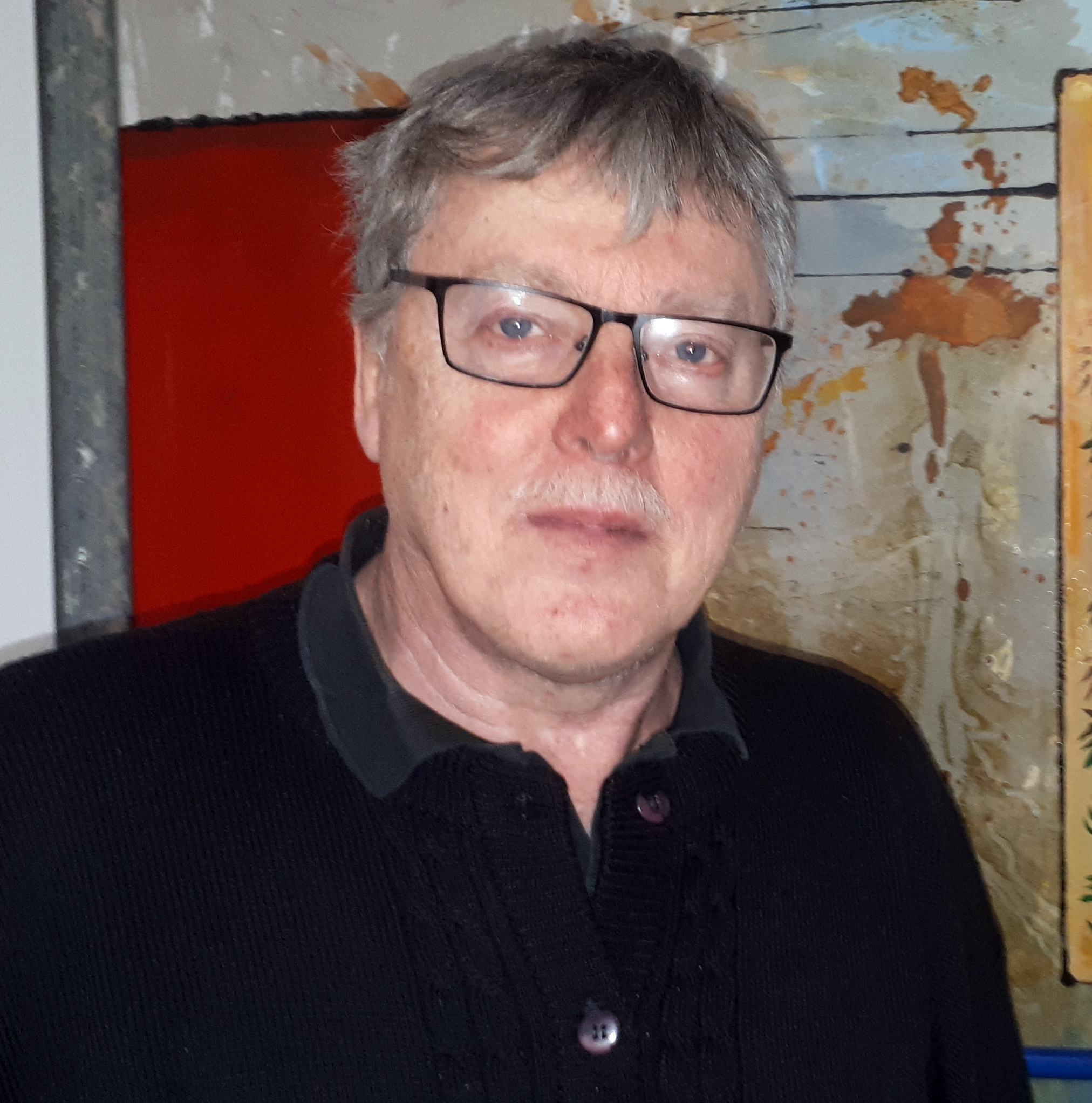
Franz Zeder 2019

Franz Zeder (* 29. November 1948 in Deutschlandsberg) ist ein österreichischer Literaturwissenschaftler, Gymnasiallehrer, Autor und Lehrbeauftragter an der Karl-Franzens-Universität in Graz.

## Leben und Tätigkeiten
Franz Zeder wurde als Sohn von Franz und Friederike Zeder in Deutschlandsberg in der Südweststeiermark geboren. Nach der Matura am Bundesrealgymnasium Leibnitz studierte er Germanistik als Lehramt an der Karl-Franzens-Universität in Graz und unterrichtete anschließend jahrzehntelang Deutsch und Philosophie an Gymnasien in Bad Radkersburg und Deutschlandsberg.
1986 promovierte er mit dem Thema Aspekte des Subjekt-Objekt-Problems am Phänomen der Wissensverfügbarkeit im literarischen Schaffensprozess Thomas Manns. 2008 habilitierte er sich an der Karl-Franzens-Universität Graz zum Thema Skeptische Philosophiedidaktik. Über Begriffe, Probleme und Themen des Philosophieunterrichts. Franz Zeder ist Mitglied der Österreichischen Gesellschaft für Literatur sowie der Thomas Mann Gesellschaft Zürich und veröffentlichte vor allem literaturwissenschaftliche Studien zu Leben und Werk Thomas Manns.
Seine zum Werk Studienratsmusik. Eine Untersuchung zur skeptischen Reflexivität von Thomas Manns Doktor Faustus umgearbeitete Dissertation führte dazu, dass sich Franz Zeder auch mit Fragen der philosophischen Skepsis befasste und die Ergebnisse in seine Habilitationsschrift einarbeitete. Neben der Beschäftigung mit Thomas Mann gilt seither sein Interesse – ausgehend vom Zweifel als innerem Triebwerk ständigen Weiterfragens beim Philosophieren – einer „Skeptischen Philosophiedidaktik“, die er seit 1988 – im Zuge kritischer Betrachtungen direktdidaktischer Unterrichtsanweisungen – in Lehrveranstaltungen an der Karl-Franzens-Universität in Graz vermittelt.

## Bücher
- Studienratsmusik. Eine Untersuchung zur skeptischen Reflexivität des Doktor Faustus von Thomas Mann. Peter-Lang-Verlagsgruppe, Frankfurt a. Main 1995, ISBN 978-3-8204-1225-3
- Thomas Mann in Österreich. Carl Böschen Verlag, Siegen 2001, ISBN 978-3-932212-30-7.
- Thomas Mann: Briefe an Jonas Lesser und Siegfried Trebitsch 1939–1954. Verlag Vittorio Klostermann, Frankfurt a. Main 2006 (= Thomas-Mann-Studien. XXXVI).
- Thomas Mann – Stefan Zweig. Briefwechsel, Dokumente und Schnittpunkte. Verlag Vittorio Klostermann, Frankfurt a. Main 2016 (= Thomas-Mann-Studien. LI).